# Тодд Тер'є
Тодд Тер'є (норв. Todd Terje), справжнє ім'я Тер'є Олсен (норв. Terje Olsen) — норвезький музикант, діджей.

## Кар'єра
Тодд Тер'є народився в Норвегії, в місті М'єндален. Він закінчив музичну школу з класу фортепіано, але захоплювався різними музичними стилями сучасної музики, серед яких даб, диско, синті-поп, хауз та техно. За словами музиканта, визначальним для нього стала композиція Бьорна Торске «Sexy Disco», що вийшла 1999 року, після якої він звернув увагу на танцювальну музику. 2004 року він почав випускати ремікси відомих пісень Bee Gees, Майкла Джексона та Карлоса Сантани, а 2005 року видав власну композицію «Eurodans». Псевдонім музиканта було обрано на честь відомого продюсера Тодда Террі.
Тодд Тер'є співпрацював з багатьма місцевими та зарубіжними виконавцями. В другій половині 2000-х років його ремікси можна було почути на альбомах Ганса-Пітера Ліндстрома, Studio, Kaoru Inoue та Dølle Jølle. У 2010-ті роки він писав пісні разом з Роббі Вільямсом, продюсував альбом інді-рок-гурту Franz Ferdinand, та чергову платівку Ліндстрома.
Єдиний альбом Тодда Тер'є вийшов 2014 року та отримав назву It's Album Time. На провідному синглі «Johnny Mary», кавер-версії пісні Роберта Палмера, вокальну партію виконав рок-співак Браян Феррі. На думку багатьох музичних видань, серед яких Pitchfork, Spin, Resident Advisor, NME та Q, платівка стала альбомом року. Для концертних виступів музикант створив гурт The Olsens, разом з яким 2016 року було записано альбом кавер-версій The Big Cover-Up.